# Nazar Petrosyan
Nazar Petrosyan   (Mary, 6 de juny de 1951) és un exfutbolista armeni-turcoman de la dècada de 1970 i entrenador.
Fou 3 cops internacional amb la selecció de la Unió Soviètica.
Pel que fa a clubs, defensà els colors de FC Ararat Yerevan, PFC CSKA Moscou i FC Kuban Krasnodar.